# Avoudrey
Avoudrey is een gemeente in het Franse departement Doubs (regio Bourgogne-Franche-Comté) en telt 705 inwoners (1999). De plaats maakt deel uit van het arrondissement Pontarlier. In de gemeente ligt spoorwegstation Avoudrey.

## Geografie
De oppervlakte van Avoudrey bedraagt 12,9 km², de bevolkingsdichtheid is 54,7 inwoners per km².

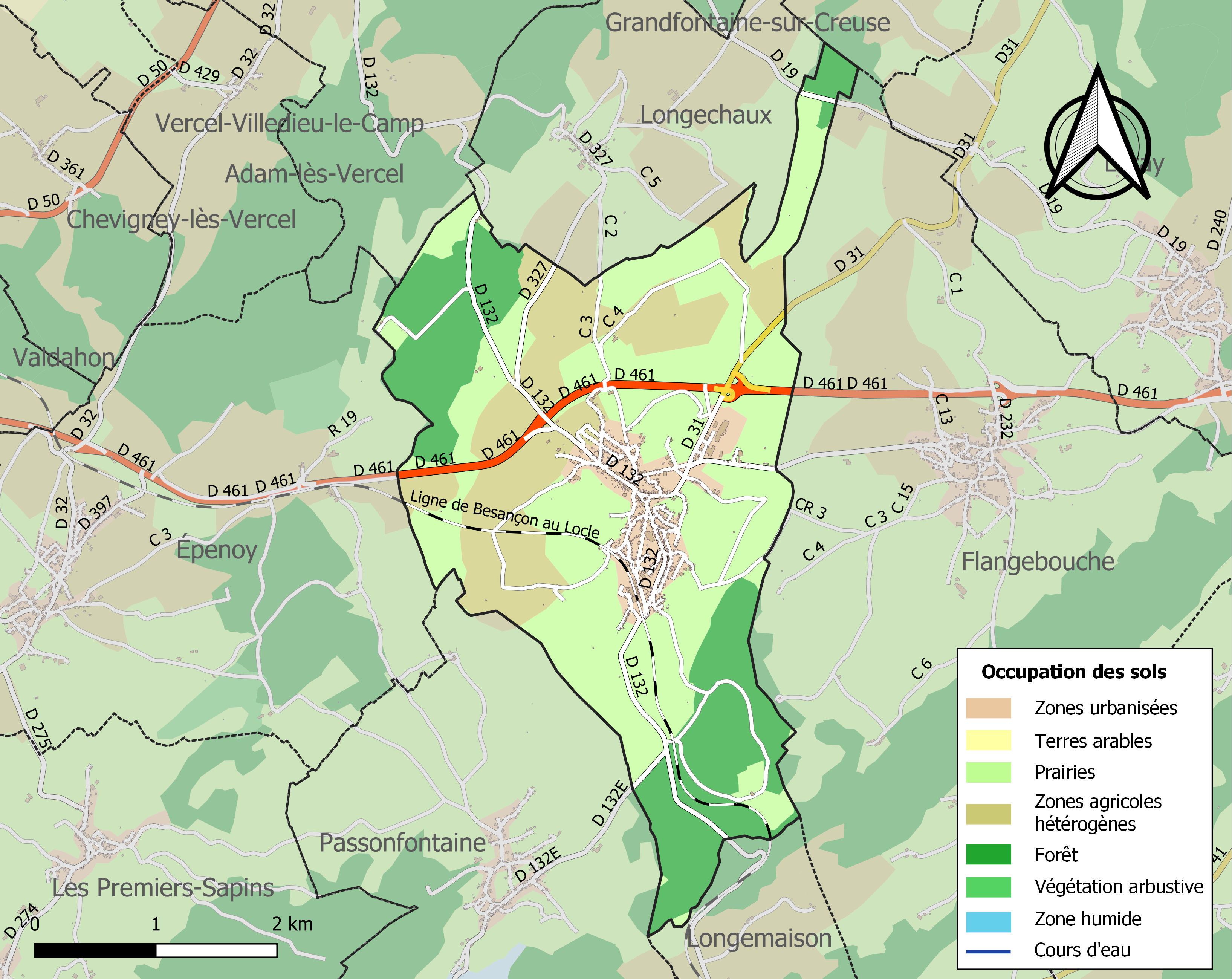
Kaart van de gemeente met de belangrijkste infrastructuur, bodemgebruik en omliggende gemeenten

## Demografie
Onderstaande figuur toont het verloop van het inwonertal (bron: INSEE-tellingen).